# Kabinett Gaillard
Das Kabinett Gaillard wurde in Frankreich am 6. November 1957 von Premierminister Félix Gaillard während der Amtszeit von Staatspräsident René Coty gebildet und löste das Kabinett Bourgès-Maunoury ab. Am 14. Mai 1958 wurde das Kabinett vom Kabinett Pflimlin abgelöst. Dem Kabinett gehörten Vertreter von Parti républicain, radical et radical-socialiste (PRS), Mouvement républicain populaire (MRP), Section française de l’Internationale ouvrière (SFIO), Centre national des républicains sociaux (CNRS), Union démocratique et socialiste de la Résistance (UDSR), Rassemblement Démocratique Africain (RDA) und Rassemblement des gauches républicaines (RGR)  an.

## Minister
Dem Kabinett gehörten folgende Minister an:
| Amt                                                      | Name                      | Beginn der Amtszeit | Ende der Amtszeit |
| -------------------------------------------------------- | ------------------------- | ------------------- | ----------------- |
| Premierminister                                          | Félix Gaillard            | 6. November 1957    | 14. Mai 1958      |
| Siegelbewahrer, Justizminister                           | Robert Lecourt            | 6. November 1957    | 14. Mai 1958      |
| Außenminister                                            | Christian Pineau          | 6. November 1957    | 14. Mai 1958      |
| Innenminister                                            | Maurice Bourgès-Maunoury  | 6. November 1957    | 14. Mai 1958      |
| Minister für nationale Verteidigung und Streitkräfte     | Jacques Chaban-Delmas     | 6. November 1957    | 14. Mai 1958      |
| Minister für Finanzen, Wirtschaft und Planung            | Pierre Pflimlin           | 6. November 1957    | 14. Mai 1958      |
| Minister für Bildung, Jugend und Sport                   | René Billières            | 6. November 1957    | 14. Mai 1958      |
| Minister für öffentliche Arbeiten, Verkehr und Tourismus | Édouard Bonnefous         | 6. November 1957    | 14. Mai 1958      |
| Minister für Industrie und Handel                        | Paul Ribeyre              | 6. November 1957    | 14. Mai 1958      |
| Landwirtschaftsminister                                  | Roland Boscary-Monsservin | 6. November 1957    | 14. Mai 1958      |
| Minister für die Überseegebiete                          | Gérard Jaquet             | 6. November 1957    | 14. Mai 1958      |
| Minister für Arbeit und soziale Sicherheit               | Paul Bacon                | 6. November 1957    | 14. Mai 1958      |
| Minister für öffentliche Gesundheit und Bevölkerung      | Félix Houphouët-Boigny    | 6. November 1957    | 14. Mai 1958      |
| Minister für Wiederaufbau und Stadtplanung               | Pierre Garet              | 6. November 1957    | 14. Mai 1958      |
| Minister für Veteranen und Kriegsopfer                   | Antoine Quinson           | 6. November 1957    | 14. Mai 1958      |
| Ministerresident in Algerien                             | Robert Lacoste            | 6. November 1957    | 14. Mai 1958      |
| Minister für die Sahara                                  | Max Lejeune               | 6. November 1957    | 14. Mai 1958      |